# Черноголовская газета
«Черноголовская газета» — еженедельная общественно-политическая газета г. Черноголовка и Черноголовского района Московской области.
В газете публикуются городские и районные новости, статьи краеведческой направленности, информационные статьи, рекламные материалы и объявления, ТВ-программа на неделю.
Газета распространяется не только в Черноголовке, но и в Ногинске, Дуброво, рассказывает о его жителях, городских проблемах и перспективах развития.

## История
Газета издается с 1990 года.

Первый выпуск “Черноголовской газеты” от 16 ноября 1990 года начинался  с обращения к читателям:
- "К нашим читателям": "Общественно-политическая “Черноголовская газета” создана, прежде всего, для публичного обсуждения социальных проблем, вопросов дальнейшего развития научного центра (...). Но она будет освещать не только научную, но и общественно-политическую, хозяйственную, культурную жизнь академгородка и других населенных пунктов (...)".
Инициатором  создании печатного органа поселка Черноголовка является В.А. Рязанов, председатель исполкома Местного совета депутатов.
Первые номера газеты представляли собой  информационные листовки - черно-белым, формата А4.
Первым главным редактором стал профессиональный газетчик Виталий Попов, проработавший на этом посту до 1994 г. На его смену пришла редактор Надежда Волчкова. Коллектив газеты в данный период составляет три человека.
С 2002 года  до апреля 2014 года газету возглавлял директор-главный редактор Б.А. Николаев.
На 20 полосах "ЧГ" размещается объективная многоплановая информация о актуальной жизни города, о его  истории, о людях, организовавших Научный центр и продолжающих в нём трудиться во славу российской науки, о ветеранах войны и труда, о талантливом подрастающем поколении черноголовцев.
С 2006 года на базе "Черноголовской газеты" было создано ГАУ МО «Черноголовское информационное агентство Московской области". Через год в его состав вошла Черноголовская студия радиовещания.
С мая 2008 г. кроме "Черноголовской газеты" начинает издаваться общегородская школьная газета «Мотор», серия небольших книжек «Библиотечка ЧГ».
В 2014 году директором-главным редакторов становится Анастасия Головина. Анастасии на момент назначении на должность было 34 года, проживала она в Черноголовке. Закончила факультет журналистики и филологии в Университете Российской академии образования и факультет психологии МГУ.
В 2017 г. была проведена реструктуризация, и газета вошла в состав ГАУ МО "Ногинское Информагентство МО" (директор-главный редактор Наталья Пичугина).

## Награды
Газета  отмечена наградами Губернатора Московской области, дипломами и почетными грамотами Московской областной Думы, Министерства по делам печати и информации Московской области, Союза журналистов Подмосковья, Главы администрации и Совета депутатов Черноголовки.
Работы фотокорреспондента Романа Румянцева неизменно занимают первые места на региональных конкурсах.

## Рубрики
В газете созданы постоянно действующие рубрики: "Есть проблема", "Наука и жизнь", "Персона грата", "У стен церкви", "Московия", "Союз всех муз", "Спорт, спорт, спорт", "День за днем","Хроника происшествий" и многие другие. Большое внимание уделяется письмам читателей - их публикация на страницах  газеты не раз помогала найти решение жизненно важных для жителей округа проблем.

## Настоящее время
Тираж газеты — 2700 экземпляров.
Издание формата А-3 на 16-24 цветных полосах выходит один раз в неделю по четвергам
Около 1500 читателей получают газету по подписке, остальные номера "Черноголовской газеты" поступают в розничную продажу.
Главный редактор: Пичугина Наталья Леонидовна
Ежедневно в 2020 посетителей сайта газеты было порядка 1000 пользователей. Суммарное число подписчиков в соцсетях в 2020 превышает 7500 пользователей.